# Protonemura abchasica
Protonemura abchasica är en bäcksländeart som beskrevs av Zhiltzova 1964. Protonemura abchasica ingår i släktet Protonemura och familjen kryssbäcksländor. Inga underarter finns listade i Catalogue of Life.